# Odbor za kulturo Državnega zbora Republike Slovenije
Odbor za kulturo je odbor Državnega zbora Republike Slovenije. Obravnava predloge zakonov, akte in problematiko s področja ustvarjanja in umetnosti, kulturo in kulturnega razvoja Slovenije, slovenskega naroda in narodnih skupnosti ter kulturno dediščino, na medije, slovenski jezik, področje verske svobode, področji filma in knjige in na druga vprašanja, ki jih obravnava za to področje pristojno ministrstvo.

## Sestava

#### 8. državni zbor Republike Slovenije
- Predsednica: Violeta Tomić (Levica)
- Podpredsednika: Aljaž Kovačič (LMŠ) in Jožef Lenart (SDS)
- Člani: Bandelli Marko, Bevk Samo, Divjak Mirnik Lidija, Jelinčič Plemeniti Zmago, Jeraj Alenka, Lep Jurij, Moškrič Janez, Nemec Matjaž, Podkrajšek Bojan, Rajić Branislav, Siter Primož, Sluga Janja, Škrinjar Mojca, Šuštar Tadeja, Zavadlav Ušaj Elena, Žiža Felice (član)

#### 9. državni zbor Republike Slovenije
- Predsednica: Tamara Vonta (Gibanje Svoboda)
- Podpredsednika: Tatjana Greif (Levica) in Alenka Jeraj (SDS)
- Člani: Jonas Žnidaršič, Iva Dimic, Iva Granfol, Andrej Hoivik, Alma Rihtar, Tomaž Lisec, Bojan Podkrajšek, Martin Premk, Andreja Rajbenšu, Dušan Stojanovič, Anton Šturbej, Sara Žibrat